# Kalmia procumbens
Kalmia procumbens es una especie de planta perteneciente a la familia Ericaceae. Distribuidos por las montañas de centro y sur de Europa, Alpes, Cárpatos y Pirineos donde crece en lugares umbríos, cuestas venteadas con musgos y liquenes en pisos alpinos y subalpinos. 

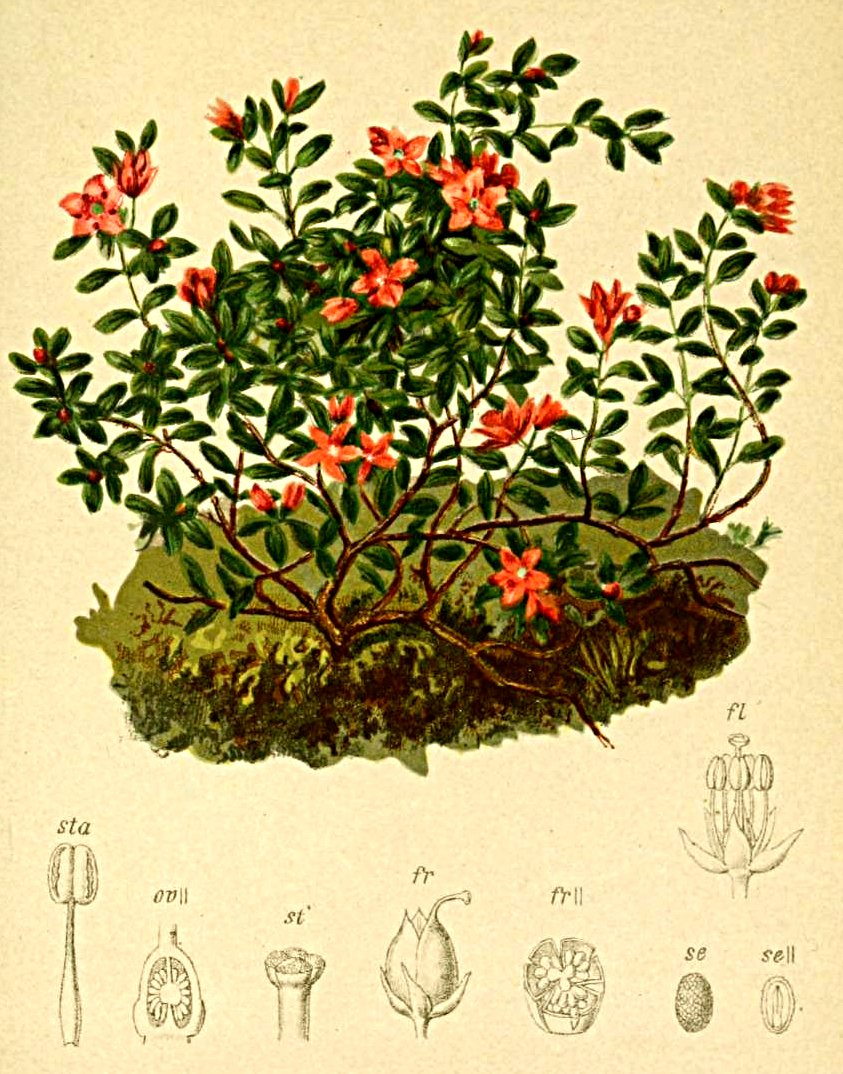
Ilustración

## Descripción
Es un arbusto rastrero de crecimiento lento. Ramas con la  corteza grisácea. Las hojas opuestas, ovaladas y enteras, casi sésiles, persistentes y coriáceas. Las flores pentámeras con la corola rosada acampanada de color púrpura. El fruto es subgloboso.

## Taxonomía
Kalmia procumbens fue descrita por (L.) Gift & Kron ex Galasso, Banfi & F.Conti   y publicado en An Annotated Checklist of the Italian Vascular Flora 20. 2005.
Sinonimia
- Azalea procumbens L. basónimo
- Kalmia procumbens (L.) Gift, Kron & P.F. Stevens
- Loiseleuria procumbens (L.) Desv.[2]